# 新興写真
新興写真（しんこうしゃしん）とは、日本においては1930年代に起こった日本写真史上の一大変革期のきっかけとなった芸術の表現運動。日本独自の運動というよりは、むしろ海外の動向に連動して生じた国際的な流れの一環として捉えることができる。

## 変遷
新興写真はドイツの新即物主義（ノイエ・ザッハリッヒカイト）の影響に端を発し、1930年前後に強まった写真表現の潮流となり、世界各国に波及するに至ったものである。ドイツにおけるノイエ・フォト（Neue Foto）に対する（アメリカでは、ドイツ語から直訳されて、ニュー・フォトグラフィーとも呼ばれる）運動。ドイツのノイエ・フォトのことを「ドイツ新興写真」と呼ぶこともある。日本での解釈は「近代写真」と同義の場合もある。
このようなドイツでの動きを集大成した展覧会が1929年にドイツで開催された「Film und Foto」（「写真と絵画」）展であり、Neues Sehen（New Vision）で知られるモホリ＝ナジがその展覧会の構成を担当している。
その2年後の1931年、「独逸国際移動写真展」として同展の「写真部門」の一部が日本の東京と大阪で公開され大きな反響を呼びおこした。これらは強い影響を日本の写真界に与え、日本の新興写真の普及を強く押し進めた。
新興写真は、基本的には、絵画とは異なる写真独自の表現を追究するという意味において、これまでの絵画主義的なピクトリアリスム（芸術写真）と決別するものであり、思想的にもアメリカにおけるアルフレッド・スティーグリッツらが唱えたストレートフォトグラフィの概念に近い。この流れにおける、日本における具体的な写真家としては、堀野正雄、金丸重嶺、渡辺義雄、大久保好六などを挙げることができ、近代礼賛、機械美学の提唱、都市や社会性の重視、報道写真との近接性などを特徴として挙げられる。
しかし、新しい写真表現を求めるという意味で、その範囲はストレートフォトグラフィよりも広く、特に、先駆者であるモホリ＝ナジ・ラースロー、フランツ・ロウ、レンガー・パッチュらを中心としたバウハウスの写真傾向は当然に含まれ（フォトグラム、フォトモンタージュ等の技巧を用いる傾向、構成主義を応用する傾向も含む）、顕微鏡や望遠鏡等を用いる科学写真すら含めて考えることができる。その点において、ストレートフォトグラフィと同じものとはいえない。この傾向における、日本の具体的な写真家としては、中山岩太、小石清、安井仲治などが挙げられる。この傾向については前衛写真への近接性があり、平井輝七なども、この流れに入るということもできる。
「新興写真」という名称は、フォトタイムス社の木村専一が中心となって1930年に結成した「新興写真研究会」、および創刊した『新興写真研究』に由来するとも言われている。
戦前の日本の写真界では、この新興写真の表現運動は東京よりもむしろ関西の写真画壇で大きく発展し、そのさきがけとして芦屋カメラクラブがある。新興写真を体現した雑誌として「光畫（光画）」（1932年 - 1933年が刊行された。同人は、野島康三、中山岩太、木村伊兵衛、2号から伊奈信男）、写真集として堀野正雄「カメラ・眼×鉄・構成」（1932年）が挙げられる。